# Верхняя Хабирутта
Верхняя Хабирутта — река в России, протекает по Ямало-Ненецкому АО. Устье реки находится в 192 км по правому берегу реки Хадуттэ. Длина реки составляет 31 км. В 14 км от устья по правому берегу впадает река Хабируттатарка.

## Данные водного реестра
По данным государственного водного реестра России относится к Нижнеобскому бассейновому округу, водохозяйственный участок реки — Пур. Речной бассейн реки — Пур.
Код объекта в государственном водном реестре — 15040000112115300062873.